# Atletismo nos Jogos Pan-Americanos de 2023 - 10000 m feminino
A competição de 10000 metros feminino do atletismo nos Jogos Pan-Americanos de 2023 foi disputada em 30 de outubro no Parque Deportivo Estadio Nacional, em Santiago, no Chile. No total, competiram 9 atletas de 6 Comitês Olímpicos Nacionais (CON).

## Calendário
Horário local (UTC-4).
| Data          | Horário | Fase  |
| ------------- | ------- | ----- |
| 30 de outubro | 19:40   | Final |

## Medalhistas
| Ouro   | PER Luz Mery Rojas |
| Prata  | MEX Laura Galvan   |
| Bronze | USA Ednah Kurgat   |

## Recordes
Antes desta competição, os recordes mundiais e dos Jogos Pan-Americanos da prova eram os seguintes:
| Tipo                             | Atleta           | Tempo    | Local   | Data                |
| -------------------------------- | ---------------- | -------- | ------- | ------------------- |
|                                  | Letensebet Gidey | 29:01.03 | Hengelo | 8 de junho de 2021  |
| Recorde dos Jogos Pan-Americanos | Natasha Wodak    | 31:55.17 | Lima    | 6 de agosto de 2019 |

## Resultados

### Final
Estes foram os resultados:
| Pos. | Ordem | Atleta           | Nacionalidade                       | Tempo    | Notas |
| ---- | ----- | ---------------- | ----------------------------------- | -------- | ----- |
| 01 ! | 4     | Luz Mery Rojas   | PER Peru                            | 33:12.99 |       |
| 02 ! | 9     | Laura Galvan     | MEX México                          | 33:15.85 |       |
| 03 ! | 8     | Ednah Kurgat     | USA Estados Unidos                  | 33:16.61 |       |
| 4    | 5     | Lizaida Valdivia | PER Peru                            | 33:18.21 |       |
| 5    | 3     | Viviana Aroche   | EAI Equipe de Atletas Independentes | 33:38.90 |       |
| 6    | 6     | Anisleidis Ochoa | CUB Cuba                            | 33:47.35 |       |
| 7    | 2     | Giselle Alvarez  | CHI Chile                           | 34:01.07 |       |
| –    | 7     | Emily Venters    | USA Estados Unidos                  | DNS      |       |
| –    | 1     | Sofia Mamani     | PER Peru                            | DNF      |       |

Legenda
| Recorde mundial                  | Recorde mundial (World record)               |                       | Recorde africano                      | Recorde africano (African) |                                           | Q | Classificado por posição (Qualified) |
| Recorde dos Jogos Pan-Americanos | Recorde pan-americano (Pan-American record)  | Recorde da América    | Recorde da América (Americas)         | q                          | Classificado por melhor tempo (Qualified) |   |                                      |
| Melhor marca do ano              | Melhor marca do ano (World leading)          | Recorde asiático      | Recorde asiático (Asian)              | DNS                        | Não largou (Did not start)                |   |                                      |
| Recorde nacional                 | Recorde nacional (National record)           | Recorde europeu       | Recorde europeu (European)            | DNF                        | Não terminou (Did not finish)             |   |                                      |
| Recorde pessoal                  | Recorde pessoal do atleta (Personal best)    | Recorde da Oceania    | Recorde da Oceania (Oceania)          | DSQ / DQ                   | Desclassificado (Disqualified)            |   |                                      |
| Recorde da temporada             | Recorde da temporada do atleta (Season best) | Recorde sul-americano | Recorde sul-americano (South America) | NM                         | Sem marca (No mark)                       |   |                                      |